# ذي امية (العدين)

تعديل مصدري - تعديل

ذي امية محلة تابعة لقرية الوعرة، التابعة لعزلة خباز بمديرية العدين إحدى مديريات محافظة إب في الجمهورية اليمنية.، بلغ تعداد سكانها 68 حسب تعداد اليمن لعام 2004.